# 스페인 야구 국가대표팀
스페인 야구 국가 대표팀은 국제 경기에 스페인을 대표하여 참가하는 야구 국가대표팀이다. 바르셀로나에서 열린 1992년 하계 올림픽 1승 6패의 성적으로 8위를 기록하였다. 유럽 야구 선수권 대회에서는 총 금메달 1개, 은메달 1개, 동메달 12개를 획득 하였다.
1954년에 개최된 제 1 회 유럽 야구 선수권 대회에서는 스페인은 준우승을 했고 다음해인 1955년 개최국이 된 제 2 회 대회에서는 보기 좋게 우승을 차지했다. 그러나 이것이 현재까지 유일한 우승으로 남아 있다. 올림픽 정식 종목에 진입 됨에 따라 야구의 실력 강화에도 조금씩 관심을 가지기 시작해 1997년에는 올림픽의 기억이 남아 있던 바르셀로나를 무대로, 제 13 회 대륙간 컵이 개최된다. 개최국 스페인은 예선 리그 7 전 전패로 부진했다.
2007년 대만을 무대로 한 제 37 회 IBAF 월드컵에서 일본과 같은 그룹에 들어가 2 점차를 뒤집고 7 회까지 3-2로 리드한다. 8 회말에 쫓기고 9 회말 끝내기 패배했지만, 그렇게 꾸준히 발전한 팀은 2009년 제 38 회 IBAF 월드컵에서 차 라운드에서 쿠바에 4-5, 푸에르토 리코에 3-5로 선전 하고 2차 라운드에서 베네수엘라를 8-1으로 이기는 등 좋은 모습을 보여 주었다. 또한 2014년 유럽 선수권 대회에서도 이탈리아를 6-4로 꺾었으며, 네덜란드에 패했지만 연장 11 회에서 8-10로 분투하는 경기를 펼쳤다.
스페인어권의 도미니카 공화국, 베네수엘라, 때로는 쿠바에서 망명 한 선수들도 스페인에서 플레이 하거나 국제 대회가 개최되는 시기에 따라 MLB 산하에서 뛰는 선수도 대표로 참여 한다.

## 역대 대회 성적

### 월드 베이스볼 클래식
- 2006년 - 불참
- 2009년 - 불참
- 2013년 - 15위
- 2017년 - 예선 탈락
- 2023년 - 예선 탈락

### 유럽야구선수권대회
- 1954년 1회 대회(벨기에) : 2위
- 1955년 2회 대회(스페인) : 우승
- 1956년 3회 대회(이탈리아) : 4위
- 1957년 4회 대회(서독) : 4위
- 1958년 5회 대회(네덜란드) : 5위
- 1960년 6회 대회(스페인) : 3위
- 1962년 7회 대회(네덜란드) : 3위
- 1964년 8회 대회(이탈리아) : 3위
- 1965년 9회 대회(스페인) : 4위
- 1967년 10회 대회(벨기에) : 4위
- 1969년 11회 대회(서독) : 3위
- 1971년 12회 대회(이탈리아) : 6위
- 1973년 13회 대회(네덜란드) : 3위
- 1975년 14회 대회(스페인) : 4위
- 1977년 15회 대회(네덜란드) : 4위
- 1979년 16회 대회(이탈리아) : 불참
- 1981년 17회 대회(네덜란드) : 불참
- 1983년 18회 대회(이탈리아) :  4위
- 1985년 19회 대회(네덜란드) : 5위
- 1987년 20회 대회(스페인) : 3위
- 1989년 21회 대회(프랑스) : 3위
- 1991년 22회 대회(이탈리아) : 3위
- 1993년 23회 대회(스웨덴) : 5위
- 1995년 24회 대회(네덜란드) : 4위
- 1997년 25회 대회(프랑스) : 3위
- 1999년 26회 대회(이탈리아) : 5위
- 2001년 27회 대회(독일) : 6위
- 2003년 28회 대회(네덜란드) : 3위
- 2005년 29회 대회(체코) : 3위
- 2007년 30회 대회(스페인) : 3위
- 2010년 31회 대회(독일) : 9위
- 2012년 32회 대회(네덜란드) : 3위
- 2014년 33회 대회(체코, 독일) : 3위
- 2016년 34회 대회(네덜란드) : 2위